# Kwadwo Baah
Kwadwo Kyeremeh Baah, né le 27 janvier 2003 à Horb am Neckar en Allemagne, est un footballeur allemand et britannique qui évolue au poste d'attaquant au Watford FC.

## Biographie

### Carrière en club
Kwadwo Baah naît en Allemagne de parents ghanéens, mais grandit à South Norwood, en Angleterre.
Après être passé dans les rangs du Moonshot FC, de Crystal Palace et de la Kinetic Academy, il rejoint le club de septième division du Whyteleafe FC à l'été 2019. Après seulement deux mois au club et une seule apparition en championnat, il rejoint l'AFC Rochdale en troisième division anglaise en septembre 2019. C'est là-bas qu'il fait ses débuts professionnels, lorsqu'il entre en jeu à la 76e minute d'une victoire 1 à 0 sur le terrain de Rotherham United le 7 décembre 2019, lors de la 20e journée. Après 37 apparitions en championnat en deux saisons, il rejoint le club de Premier League du Watford FC à l'été 2021. Pendant la saison 2021-2022, il ne figure que trois fois dans le groupe de championnat, sans être utilisé.
Après la relégation de son club en Championship, il est prêté au club de deuxième division allemande du Fortuna Düsseldorf pour une saison à l'été 2022.
À l'été 2023, il est de nouveau prêté à Burton Albion, prêt qui est résilié prématurément en raison d'une blessure en janvier 2024.

### En sélection
Baah joue d'abord pour l'équipe d'Angleterre des moins de 18 ans au printemps 2021, avant de rejoindre l'Allemagne avec les moins de 19 ans à l'automne 2021. Il y marque deux buts en quatre apparitions entre 2021 et 2022.
Il est également éligible pour représenter le Ghana.

## Statistiques

### En club
| Saison                | Club                      | Championnat                         | Championnat | Championnat | Championnat | Coupe nationale | Coupe nationale | Coupe nationale | Coupe de la Ligue | Coupe de la Ligue | Coupe de la Ligue | Autres | Autres | Autres | Total | Total | Total |
| Saison                | Club                      | Division                            | M.          | B.          | P.d.        | M.              | B.              | P.d.            | M.                | B.                | P.d.              | M.     | B.     | P.d.   | M.    | B.    | P.d.  |
| 2019-2020             | Whyteleafe FC             | Isthmian League South East Division | 1           | 0           | 0           | 0               | 0               | 0               | -                 | -                 | -                 | 0      | 0      | 0      | 1     | 0     | 0     |
| 2019-2020             | Rochdale AFC              | League One                          | 7           | 0           | 0           | 1               | 0               | 0               | 0                 | 0                 | 0                 | 2      | 0      | 0      | 10    | 0     | 0     |
| 2020-2021             | Rochdale AFC              | League One                          | 30          | 3           | 2           | 0               | 0               | 0               | 2                 | 0                 | 0                 | 2      | 0      | 0      | 34    | 3     | 2     |
| Total Rochdale AFC    | Total Rochdale AFC        | Total Rochdale AFC                  | 37          | 3           | 2           | 1               | 0               | 0               | 2                 | 0                 | 0                 | 4      | 0      | 0      | 44    | 3     | 2     |
| 2021-2022             | Watford FC                | Premier League                      | 0           | 0           | 0           | 0               | 0               | 0               | 0                 | 0                 | 0                 | 0      | 0      | 0      | 0     | 0     | 0     |
| 2024-2025             | Watford FC                | Championship                        | 25          | 4           | 3           | 1               | 0               | 0               | 3                 | 1                 | 0                 | 0      | 0      | 0      | 29    | 5     | 3     |
| Total Watford FC      | Total Watford FC          | Total Watford FC                    | 25          | 4           | 3           | 1               | 0               | 0               | 3                 | 1                 | 0                 | 0      | 0      | 0      | 29    | 5     | 3     |
| 2022-2023             | Fortuna Düsseldorf (prêt) | 2. Bundesliga                       | 7           | 0           | 0           | 0               | 0               | 0               | -                 | -                 | -                 | 0      | 0      | 0      | 7     | 0     | 0     |
| 2023-2024             | Burton Albion FC (prêt)   | League One                          | 20          | 2           | 1           | 0               | 0               | 0               | 1                 | 0                 | 0                 | 0      | 0      | 0      | 21    | 2     | 1     |
| Total sur la carrière | Total sur la carrière     | Total sur la carrière               | 90          | 9           | 6           | 2               | 0               | 0               | 6                 | 1                 | 0                 | 4      | 0      | 0      | 102   | 10    | 6     |